# Winternachtschwalbe
Die Winternachtschwalbe (Phalaenoptilus nuttallii) ist das kleinste Mitglied der Nachtschwalben-Familie in Nordamerika. Sie ist der einzige Vogel, der Winterschlaf hält.

## Merkmale

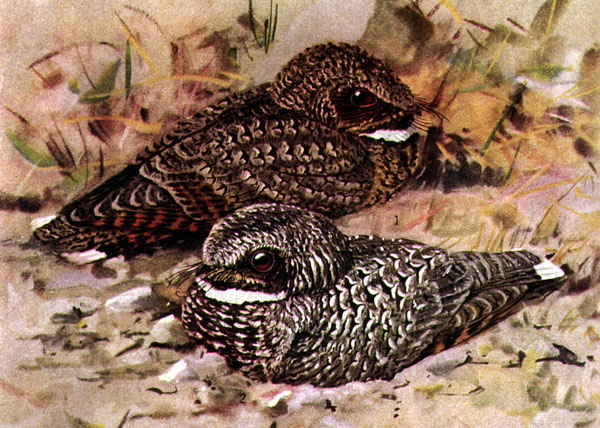
Winternachtschwalben, Illustration

Das Gefieder der 20 cm langen Winternachtschwalbe ist graubraun gesprenkelt, mit weißen Tupfen an den Flügeln und weißer Halsbinde. Am kurzen Schnabel befinden sich lange Borsten. Flügel und Schwanz sind abgerundet.
Ihren amerikanischen Namen „Poorwill“ hat sie von ihrem Ruf, der wie pur-will klingt.

## Vorkommen

Verbreitungsgebiet der Winternachtschwalbe:
Brutgebiete
Ganzjähriges Vorkommen

Die Winternachtschwalbe lebt in den westlichen USA, südwärts bis Mexiko im trockenen Buschland, Wüsten und lichten Wäldern.

## Verhalten
In den wärmeren Monaten ruht die Winternachtschwalbe tagsüber am Boden. In der Nacht jagt sie Fluginsekten, niedrig über den Boden dahinfliegend oder auf einem Ansitz wartend und gezielt auf die Beute losschießend.
Im Winter, wenn die Nahrung knapp wird, sucht sich die Winternachtschwalbe einen geschützten Platz, etwa in einer Felsspalte, und fällt dort in eine Art Kältestarre oder Winterschlaf. Atmung und Herzschlag verlangsamen sich, der Stoffwechsel wird gedrosselt, und die Körpertemperatur sinkt von 40 auf unter 10 °C. In diesem Zustand kann sie mehrere Wochen verharren, bis die Bedingungen wieder besser werden.

## Fortpflanzung
Die Winternachtschwalbe brütet vom späten März im Süden bis zum späten Mai im Norden. Sie legt zwei Eier auf den blanken Boden.

## Unterarten
Gewöhnlich werden sechs Unterarten der Winternachtschwalbe anerkannt:
- P. n. adustus Van Rossem, 1941[2] – Diese Unterart kommt im südlichen Arizona bis in den Norden Mexikos vor.
- P. n. californicus Ridgway, 1887[3] – Die Unterart ist im Westen Kaliforniens bis in den Norden Niederkaliforniens verbreitet.
- P. n. centralis R.T. Moore, 1947[4] – Diese Subspezies ist in Zentralmexiko verbreitet.
- P. n. dickeyi Grinnell, 1928[5] – Diese Subspezies kommt im Süden Niederkaliforniens vor.
- P. n. hueyi Dickey, 1928[6] – Die Unterart kommt vom Südosten Kaliforniens bis in den Südwesten Arizonas vor.
- P. n. nuttallii (Audubon, 1844)[7] – Die Nominatform ist vom Südwesten Kanadas über das westliche zentrale Gebiet der USA bis in den Norden Mexikos verbreitet.

## Etymologie und Forschungsgeschichte
John James Audubon beschrieb die Winternachtschwalbe unter dem Namen Caprimulgus Nuttallii.  Das Typusexemplar sammelte er 1843 am Oberlauf des Missouri. Erst 1880 führte Robert Ridgway die neue Gattung Phalaenoptilus für diese Art ein. Dieser Name setzt sich aus den griechischen Wörtern φάλαινα phalaena für „Nachtfalter, Motte“ und  πτίλον ptīlon für „Feder, Flügel“ zusammen. Das Artepitheton nuttallii widmete der Autor seinem Freund Thomas Nuttall. Hueyi wurde zu Ehren des Zoologen Laurence Markham Huey (1892–1963) vergeben, der den Balg zusammen mit May Canfield gesammelt hatte. Dickeyi ist Donald Ryder Dickey gewidmet, der zuvor den schon belegten Namen Phalaenoptilus nuttallii nitidus für eine weitere Unterart verwendet hatte. Adustus ist das lateinische Wort für „verbrannt“ und leitet sich von adurere für „anzünden“ ab. Californicus steht für Kalifornien, das Gebiet, in dem die Unterart vorkommt. Centralis ist das lateinische Wort für „Zentrum, Mittelpunkt“ und kann auch vom griechischen κέντρον kentron für „Punkt, an dem der Zirkel angesetzt wird, Kreismittelpunkt“ abgeleitet werden.